# Kênh đào Suez

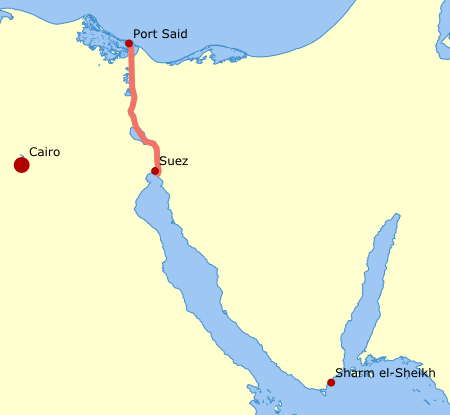
Bản đồ kênh đào Suez

Kênh đào Suez (phiên âm tiếng Việt: Xuy-ê) là kênh giao thông nhân tạo nằm trên lãnh thổ Ai Cập, chạy theo hướng Bắc-Nam đi ngang qua eo Suez tại phía Đông Bắc Ai Cập, nó nối Địa Trung Hải với Vịnh Suez, một nhánh của Biển Đỏ.
Kênh đào cung cấp 1 lối đi tắt cho những con tàu đi qua cảng Châu Âu-Châu Mỹ đến những cảng phía nam Châu Á, cảng phía Đông Châu Phi và Châu Đại Dương. Kênh được bắt đầu khởi công ngày 25 tháng 4 năm 1859 và hoàn thành vào ngày 17 tháng 11 năm 1869. Khi hoàn thành, kênh đào Suez dài 193,30 km (120,11 dặm), khúc hẹp nhất là 60 m, và độ sâu tại đó là 24 m đủ khả năng cho tàu lớn 250.000 tấn qua được. Tuyến đường dài 164 km này đã thay đổi vĩnh viễn lịch sử vận tải đường biển quốc tế, giúp tàu thuyền không phải đi qua mũi phía Nam Châu Phi, rút ngắn 6000 km.

## Lịch sử
Có lẽ vào khoảng những năm 1839 tới 1878 trước Công Nguyên vào Triều đại vua Senusret III đã có một kênh đào đông tây nối sông Nin với Biển Đỏ phục vụ giao thông bằng những con thuyền đáy bằng đẩy sào và cho phép việc giao thương giữa Biển Đỏ và Địa Trung Hải.
Con kênh này đã không đóng vai trò quan trọng trong nền kinh tế Ai Cập lúc bấy giờ và nhanh chóng bị lãng quên. Theo sử sách Hy Lạp, vào khoảng những năm 600 trước Công Nguyên, vua Necho II đã nhận thấy tầm quan trọng của kênh này và cho tu sửa lại nó. Tuy nhiên con kênh chính thức được hoàn thành bởi vua Darius I của Ba Tư. Ông đã hoàn thành con kênh sau khi chiếm Ai Cập và đã mở rộng nó đủ để cho phép hai tàu chiến trieme tránh nhau trong kênh và hành trình trong kênh mất 4 ngày.
Vào cuối thế kỉ 18 Napoléon Bonaparte, trong khi ở Ai Cập, đã có ý định xây dựng một kênh đào nối giữa Biển Đỏ và Địa Trung Hải. Nhưng kế hoạch này của ông đã bị bỏ ngay sau những cuộc khảo sát đầu tiên bởi theo những tính toán sai lầm của các kỹ sư thời bấy giờ thì mực nước Biển Đỏ cao hơn Địa Trung Hải tới 10 m.
Vào khoảng năm 1854 và 1856 Ferdinand de Lesseps, một người Pháp là bạn của phó vương Ai Cập Sa'id Pasha đã mở một công ty kênh đào nhằm xây dựng kênh đào phục vụ cho đội thương thuyền dựa theo thiết kế của một kiến trúc sư người Úc Alois Negrelli. Sau đó với sự hậu thuẫn của người Pháp công ty này được phát triển trở thành công ty kênh đào Suez vào năm 1858.
Công việc sửa chữa và xây mới kênh được tiến hành trong gần 11 năm. Hầu hết công việc được tiến hành bởi những lao động khổ sai người Ai Cập. Người ta ước tính luôn có một lực lượng 30.000 người lao động trên công trường và cho đến khi hoàn thành, gần 120.000 người đã bỏ mạng tại đây.
Người Anh đã ngay lập tức nhận ra kênh đào này là một tuyến buôn bán quan trọng và việc người Pháp nắm quyền chi phối con kênh này sẽ là mối đe doạ cho những lợi ích kinh tế, chính trị của Anh trong khi đó lực lượng hải quân của Anh lúc bấy giờ là lực lượng mạnh nhất trên thế giới. Vì vậy chính phủ Anh đã chính thức chỉ trích việc sử dụng lao động khổ sai trên công trường và gửi một lực lượng người Ai Cập có vũ trang kích động nổi loạn trong công nhân khiến công việc bị đình trệ.
Tức giận trước thái độ tham lam của Anh, Ferdinand de Lesseps đã gửi một bức thư tới chính phủ Anh chỉ trích sự bất nhân của nước Anh khi một vài năm trước đó trong công trình xây dựng đường sắt xuyên Ai Cập đã làm thiệt mạng 80.000 lao động khổ sai Ai Cập.
Lần đầu tiên dư luận thế giới lên tiếng hoài nghi về việc cổ phiếu của công ty kênh đào Suez đã không được bán công khai. Anh, Mỹ, Úc, Nga đều không có cổ phần trong công ty này. Tất cả đều được bán cho người Pháp.
Kênh đào cuối cùng cũng được hoàn thành vào ngày 17 tháng 11 năm 1869 mặc dù đã rất nhiều xung đột chính trị và sự cố kỹ thuật xảy ra xung quanh công trình. Tổng chi phí đã đội hơn 2 lần so với dự tính ban đầu của các kỹ sư.
Kênh đào ngay lập tức làm ảnh hưởng trực tiếp, sâu sắc đến ngành vận tải thế giới. Kết hợp với đường sắt xuyên Mỹ hoàn thành 6 tháng trước đó, nó cho phép hàng hoá đi vòng quanh thế giới trong một thời gian kỷ lục. Nó cũng góp phần quan trọng trong việc mở rộng thuộc địa của Châu Âu tại Châu Phi. Những khoản nợ khổng lồ đã buộc người kế nhiệm Phó vương Ai Cập bán lại cổ phần trị giá 4 triệu bảng của mình cho người Anh. Tuy nhiên người Pháp vẫn nắm giữ phần lớn cổ phần chi phối.
Vào năm 1888 một hội nghị ở Constantinopolis đã tuyên bố kênh đào là một khu vực trung lập và yêu cầu quân đội Anh bảo vệ kênh đào trong suốt cuộc nội chiến ở Ai Cập. Sau đó căn cứ vào hiệp ước với Ai Cập năm 1936 Anh đã đòi quyền kiểm soát kênh đào. Cuối cùng vào năm 1954 Chính quyền Ai Cập đã phủ nhận hiệp ước 1936 và nước Anh buộc phải từ bỏ quyền kiểm soát kênh.
Năm 1956 tổng thống Ai Cập Nasser tuyên bố quốc hữu hoá kênh và ý định xây dựng một căn cứ quân sự ở dọc kênh. Hành động này của Ai Cập được hậu thuẫn bởi Liên Xô và đã gây lo ngại sâu sắc cho Mỹ, Anh, Pháp và Israel gây nên cuộc Khủng hoảng kênh đào Suez. Ngày 29 tháng 10 năm 1956, Israel tấn công bán đảo Sinai và dải Gaza để trả đũa. Năm 1957, Liên Hợp Quốc cử lực lượng gìn giữ hòa bình tới đây để bảo đảm tính trung lập của kênh.
Kênh bị đóng cửa một lần duy nhất từ tháng 11 năm 1956 tới tháng 4 năm 1957 trong cuộc Chiến tranh Ả rập - Do Thái lần 2.
Cho tới tháng 6 năm 1967, năm xảy ra chiến tranh lần 3 giữa Israel và các nước Ả Rập, gần 15% các luồng hàng viễn dương và trên 20% các luồng hàng vận chuyển dầu mỏ và sản phẩm dầu mỏ thế giới đã được vận chuyển qua kênh đào.

## Dự án kênh đào Suez mới

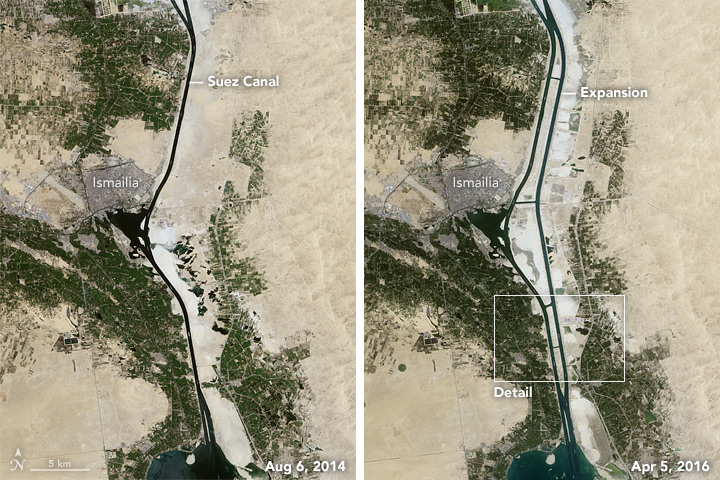
Hình chụp vệ tinh so sánh kênh đào Suez mở rộng (bên phải, năm 2016) với kênh cũ (bên trái, năm 2014).

Ngày 18 tháng 10 năm 2014, Chính phủ Ai Cập đã ký hợp đồng với 6 công ty xây dựng quốc tế (gồm một công ty của Các tiểu vương quốc Arab thống nhất (UAE), hai công ty của Hà Lan (là Royal Boskalis Westminster, Van Oord), hai công ty của Anh (là tập đoàn Jan de Nul, tập đoàn Deme), một công ty của Hoa Kỳ (là Great Lakes Dredge & Dock)) để đào một tuyến kênh đào Suez mới, vốn đã được khởi công từ tháng 8 năm 2014, chạy song song với tuyến kênh đào Suez hiện hành. Kênh Suez mới có tổng chiều dài 72 km, dự kiến tổng kinh phí 4 tỷ USD và đã hoàn thành vào 23 tháng 7 năm 2015 (sớm hơn 1 tháng so với dự kiến).
Theo tờ Business Insider dẫn tài liệu ghi chép vào năm 1963 và được giải mật năm 1996 thì trước khi dự án này được triển khai, người Mỹ và người Israel đã vạch kế hoạch sử dụng 520 quả bom hạt nhân chiến thuật có đương lượng nổ 2 megaton mỗi quả để đào một con kênh biển trên lãnh thổ Israel thay thế cho kênh Suez. Ủy ban Năng lượng nguyên tử Mỹ (AEC) dự kiến con kênh mới này sẽ dài 257,5 km (khoảng 160 dặm Anh) với điểm đầu là bờ biển Địa Trung Hải phía Bắc dải Gaza, xuyên qua sa mạc Negev và điểm cuối là cảng Aqaba trên bờ Biển Đỏ. Tuy nhiên, có hai lý do làm cho dự án này bất khả thi. Một là lượng phóng xạ phát ra hầu như không thể kiểm soát mặc dù dự án được thực hiện trên địa hình sa mạc, hầu như không có dân cư. Các cuộc thử nghiệm với quy mô nhỏ (dự án PNE) tại sa mạc Nevada (Hoa Kỳ) cho thấy mức độ ảnh hưởng của phóng xạ là rất nặng nề. Hai là phản ứng dữ dội của các quốc gia Ả Rập vốn đối địch với Israel có thể bùng phát, gây bất lợi về chính trị đối với cả Hoa Kỳ và Israel. Đề án mạo hiểm bị xếp lại cùng với việc AEC giải thể năm 1974.

## Sự cố tàu Ever Given trên kênh Suez
Ngày 23-3-2021, khi di chuyển qua kênh đào Suez, tàu chở hàng khổng lồ Ever Given thuộc sở hữu của công ty Nhật Shoei Kisen Kaisha, do công ty Đài Loan Evergreen Marine vận hành và treo cờ Panama, có sức chứa 20.124 container loại 20 ft đã gặp một sự cố nghiêm trọng trong hệ thống điều khiển khiến mũi tàu đâm vào bãi cát ở bờ Đông, còn đuôi tàu thì mắc kẹt trong cát sỏi ở bờ Tây. Con tàu gần như nằm chắn ngang kênh đào ở đoạn dưới hồ Great Bitter. Sự cố này đã làm tắc nghẽn tuyến đường hàng hải quan trọng bậc nhất thế giới, chiếm 12% tổng lưu lượng giao thông hàng hải toàn cầu bị đình trệ trong nhiều ngày. Ước tính có hàng trăm tàu bị kẹt ở Port Said (phía Địa Trung Hải) và hàng trăm tàu khác bị kẹt ở Port Suez (phía Biển Đỏ).
Theo thống kê của của Bloomberg, có tới 453 tàu bị mắc kẹt ở cả hai đầu kênh Suez gồm có:
- 90 tàu chở hàng rời.
- 82 tàu chở hàng container.
- 39 tàu chở hàng hóa đa chủng loại.
- 31 tàu chở hóa chất.
- 27 tàu chở dầu.
- 17 tàu chở ô tô.
- 15 tàu chở động vật (cừu, lợn, dê, bò.v.v...)
- 22 tàu chở khí hóa lỏng các loại.[cần dẫn nguồn]

Sáng 29-03-2021, sau nhiều nỗ lực đào cát ở mũi và đuôi tàu, hạ bớt tải trọng và huy động hàng chục tàu kéo vào cuộc, các lực lượng chức năng của Ai Cập với sự hỗ trợ của quốc tế mới khắc phục được sự cố, đưa con tàu trở lại vị trí song song với bờ kênh. Nhưng sau đó vài giờ, con tàu lại mắc kẹt do gió đẩy mũi tàu mắc kẹt trở lại, tuy nhiên sự cố lần này được đánh giá ít nghiêm trọng hơn.
Ước tính sự cố này đã làm cho hơn 9.600 tỷ USD hàng hóa bị ứ đọng ở hai đầu con kênh suốt 1 tuần, trong đó có hơn 200 tàu chở dầu và khí tự nhiên hóa lỏng với dung tích trên 13 triệu thùng quy đổi, đẩy giá dầu thế giới lên xấp xỷ 70 USD/thùng. Sơ bộ thống kê từ IMF cho thấy sự cố còn làm thiệt hại khoảng 6 tỷ đến 10 tỷ USD/ngày của nền kinh tế toàn cầu. Chuyên gia, Giáo sư Stephen Flynn tại Đại học Northeastern đánh giá: "Mức độ gián đoạn do Ever Given gây ra cứ tự nhân lên sau mỗi 24 giờ" nên "sự gián đoạn trong vòng một tuần với quy mô lớn cỡ này sẽ tiếp tục có tác động dữ dội. Sẽ phải mất ít nhất 60 ngày trước khi mọi thứ được giải quyết và tình hình trở lại bình thường đôi chút". Chuyên gia Rory Hopcraft của nhóm nghiên cứu an ninh hàng hải tại Đại học Plymouth (Anh) nhận định rằng những vụ tắc nghẽn kiểu này sẽ còn diễn ra do để tồi đa hóa lợi nhuận, các hãng vận tải ngày càng sử dụng những con tàu khổng lồ (như tàu HMM Algeciras có sức chở tới 22.000 container) nhưng kênh Suez và các thủy lộ hiểm yếu khác lại không kịp khơi sâu và mở rộng dòng chảy. Ông cũng cho rằng trong tương lai chưa rõ sẽ có bao nhiêu sự cố mắc cạn tương tự Ever Given sẽ xảy ra vì khi tàu vận tải lớn hơn thì mọi thứ càng trở nên phức tạp hơn.
Đây không phải là lần đầu tiên kênh đào Suez bị tắc nghẽn. Trong cuộc Chiến tranh Sinai (1956) giữa Ai Cập, có sự hỗ trợ của Anh, Pháp với Israel, kênh Suez đã bị đóng cửa gần 5 tháng. Năm 1967, Chiến tranh Israel - Liên minh Arab bùng nổ. Israel đánh chiếm toàn bộ bán đảo Sinai tới bờ Đông kênh Suez. Con kênh này đã bị Ai Cập phong tỏa suốt 8 năm bằng thủy lôi và các con tàu cũ bị đánh đắm ở hai đầu con kênh đã làm cho 14 tàu hàng treo cờ Đức, Thụy Điển, Pháp, Anh, Mỹ, Ba Lan, Bulgaria và Tiệp Khắc bị mắc kẹt tại đây suốt 8 năm. Năm 1973 Israel thất bại trong cuộc chiến Yom Kippur và đến năm 1975, phải trả lại bán đảo Sinai cho Ai Cập. Kênh Suez mới được Chính phủ Ai Cập tái khai thông.